# Língua musi
Musi, também chamada Malaio Palembang, Basa Pelembang Sari-sari e Sekayué uma língua falada por cerca de 3 milhões de residentes de Palimbão, na área metropolitana da capital da Sumatra Meridional, Indonésia) e arredores. Nos últimos tempos, a língua malaia de Palembang tornou-se uma língua franca na província de Sumatra Meridional, embora ali haja também outras línguas e dialetos regionais. Palembang é altamente influenciado pela língua javanesa, porque os primeiros falantes vieram de  Demak, Java Central no século XVIII.

## Escrita
```
A língua Musi usa uma forma do 
alfabeto latino
 sem as letras 
F, Q, V, Z
. Usam-se as formas 
Ng
 e 
Ny
.
```

## Vocabulário

### Comparação com Malaio
| Palembang | Malaio / Indonésio | Português | - | apo | apa | que | - | dio | dia | ele ela | - | mato | mata | olho | - | kecik | kecil | pequeno | - | besak | besar | grande | - | embek / ambik | ambil | leva | - | telok | telur | ovo | - | ikok | ekor | rabo | - | anget | cabide | caloroso | - | lengen | lengan | braço | - | ngenjuk | hunjuk / unjuk | dar | - | idak | tidak | não | - | ari | hari | dia | - | Jiron | jiran | vizinho |

### Origem javanesa
| Palembang | Javanês | Malaio / Indonésio | Português | - | wong | wong | orang | pessoas | - | Melok | mèlu | ikut | Segue | - | dewek | dhéwé | sendiri | sozinho | - | Lawang | Lawang | pintu | porta | - | lanang | lanang | lelaki | masculino | - | selawe | salawé | dua puluh lima | vinte e cinco | - | jero | jero | dalam | dentro | - | Iwak | Iwak | ikan | peixe | - | banyu | banyu | ar | agua | - | Dulur | Dulur | saudara | irmãos, parentes | - | metu | metu | keluar | saia | - | abang | abang | merah | vermelho |

### Outras origens
| Palembang | Malaio / Indonésio | Português | - | pacak | bisa, boleh | posso | - | pecak, cak | macam, seperti | parece | - | galak | mahu, mau | quer | - | parak | dekat | perto, perto | - | katek | tidak ada | nada, nada | - | kagek | nanti | mais tarde | - | kanji | genit | vão | - | tujah | tikam | esfaquear alguém | - | cante isso | sembunyi | ocultar | - | alep | cantik | lindo | - | baseng | Terserah | você decide | - | campak | jatuh | outono | - | lokak | peluang | oportunidade | - | berejo | berusaha | fazer esforço |

## Amostra de texto

### Declaração Universal dos Direitos Humanos
Artigo 1 da Declaração Universal dos Direitos Humanos]] (Ujian Sedunio Hak-Hak Manusio)
| “ | Galo-galo uwong metu ke dunio bebas, ngan kehormatan dan hak-hak yang samo pulo. Galo-galonyo la dienjuk akal utak jugo raso ati, kendaknyo tu gawe sesamo laennyo pecak wong seduluran. | ” |

{{cquote| Todos os seres humanos nascem livres e iguais em dignidade e direitos. São dotados de razão e consciência e devem agir em relação uns aos outros com espírito de fraternidade.